# Jürgen Kühl (Politiker)
Jürgen Kühl (* 16. August 1864 in Nübbel; † 29. Juli 1944 in Bremen) war ein deutscher Schiffszimmerer und Bremer Politiker (SPD).

## Biografie
Kühl besuchte die Volksschule und erlernte den Beruf eines Schiffszimmerers. Den Beruf übte er bis 1932 aus.

### Politik
Kühl wurde Mitglied der Gewerkschaft und der SPD und war von 1919 bis 1922 vorübergehend Mitglied in der USPD.
Nach dem Ersten Weltkrieg war er 1919/1920 Mitglied in der verfassunggebenden Bremer Nationalversammlung sowie von 1920 bis 1923 und 1924 bis 1930 Mitglied der Bremischen Bürgerschaft.